# Kaple Vzkříšení (Vratislavice)
Kaple Vzkříšení ve Vratislavicích nad Nisou je moderní sakrální stavba, stojící vedle římskokatolické fary naproti kostelu Nejsvětější Trojice přes silnici. Je to jedna z mála nových sakrálních staveb na severu Čech, které byly postaveny ve druhé polovině 20. století.

## Architektura a umění

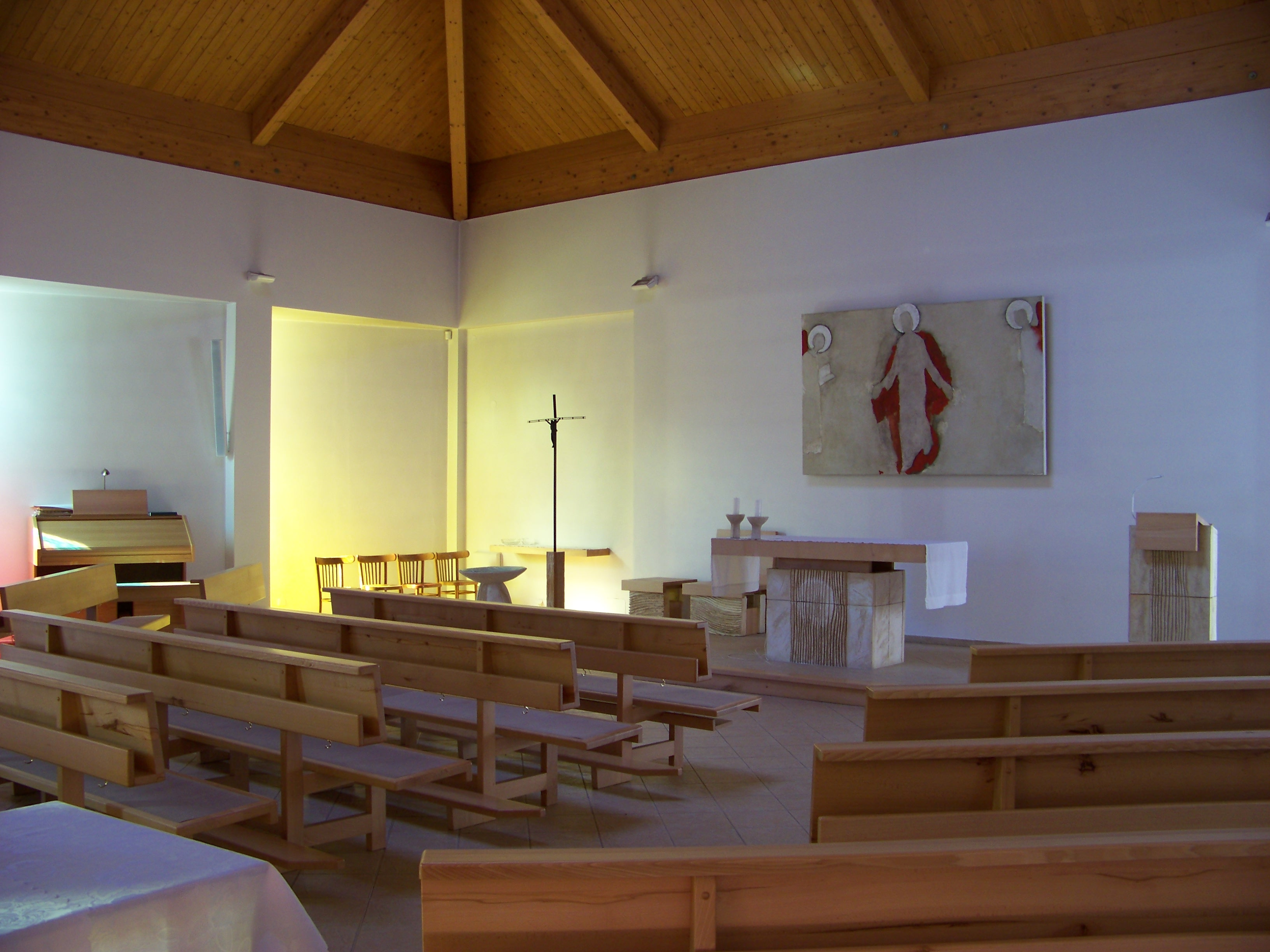
Interiér kaple Vzkříšení

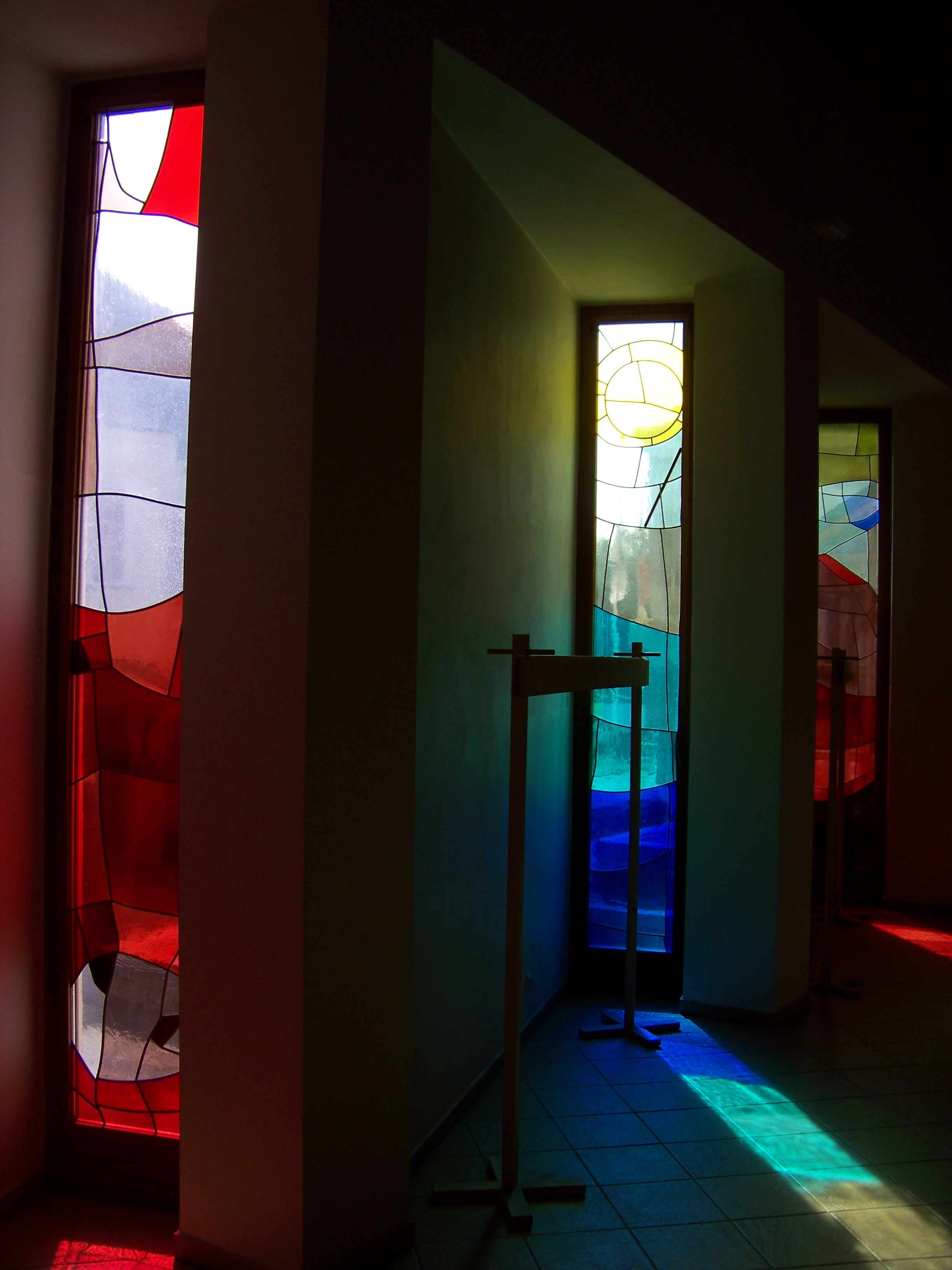
Vitráže v kapli Vzkříšení

Kaple byla postavena podle návrhu architekta Pavla Vaněčka a je součástí vratislavického pastoračního střediska. Základní kámen stavby posvětil v roce 1997 papež Jan Pavel II. při své jarní návštěvě České republiky a v témže roce bylo započato se stavbou. Tvoří celek dohromady s budovou staré fary a novou budovou. V nové budově pastoračního střediska jsou charitní byty, sál (využívaný ke společenským akcím) a také kaple Vzkříšení. Na výzdobě kaple se podílela Iva Ouhrabková z Liberce, od které pocházejí předměty ze šamotu a dřeva: oltář, ambon, svatostánek a křtitelnice. Autorem obrazu Vzkříšení a vitráží je akademický malíř Petr Veselý z Brna. Kaple byla vysvěcena 29. prosince 2001 litoměřickým biskupem Josefem Kouklem. Charitní část pastoračního střediska byla požehnána 28. května 2005 litoměřickým biskupem Pavlem Posádem. V roce 2010 byl stavebně dokončen i farní dvůr.

## Stará farní budova
Vedle kaple je stará barokní fara postavená roku 1764 Johannem Josefem Kunzem z Liberce. Její původní vzhled byl pozdějšími opravami pozměněn. Jedná se o volnou stavbu o sedmi osách, se středním rizalitem a vysokou mansardovou střechou.